# Twickenham Stoop
 The Twickenham Stoop – stadion będący własnością klubu rugby union Harlequin F.C. Klub rozgrywa swoje mecze na stadionie od 1963 roku. Stadion wziął swoją nazwę od Adriana Stoopa, wieloletniego zawodnika i prezesa klubu Harlequin F.C. Stadion znajduje się naprzeciw stadionu Twickenham Stadium na którym swoje mecze rozgrywa reprezentacja Anglii.

## Historia
Stadion został wybudowany w roku 1963, wcześniej klub rozgrywał swoje mecze na Twickenham Stadium. Wtedy też stadion otrzymał nazwę The Stoop Memorial Ground od nazwiska wieloletniego zawodnika i prezesa klubu, nazwę tę potocznie skraca się do The Stoop.
W roku 1997 wybudowano Etihad Stand, trybunę mieszczącą 4,200 osób, naprzeciw znajduje się LV= Stand, mieszcząca 4000 miejsc siedzących która została zmodernizowana w roku 2005. Poza tym stadion posiada dwie trybuny za słupami odpowiednio South Stand i North Stand posiadające odpowiednio 4000 i 2000 miejsc siedzących. Ta ostatnia jest trybuną tymczasową na której obecne są jeszcze słupy podtrzymujące dach i zasłaniające widoczność.
W roku 2005 stadion przeszedł gruntowną renowację i zmieniono jego nazwę z The Stoop Memorial Ground na The Twickenham Stoop.

## Inne rozgrywki
W latach 1995/1996, 1997/1998 na stadionie grał klub rugby league London Broncos, klub powrócił w latach 2006-2012 zmieniając nazwę na Harlequins RL, po tym czasie klub wrócił do starej nazwy i zmienił stadion.
W latach 2006–2011 rozgrywane były Varsity match w rugby league pomiędzy drużynami Oxfordu i Cambridge.
Stadion często jest areną międzynarodowych spotkań reprezentacja Anglii w rugby union kobiet, w roku 2010 odbył się tu finał Pucharu Świata kobiet w rugby union, w roku 2016 po raz pierwszy odbył się tu finał Women's Premiership.